# Phyllodonta esperanza
Phyllodonta esperanza is een vlinder uit de familie van de spanners (Geometridae). De wetenschappelijke naam van de soort is voor het eerst geldig gepubliceerd in 2014 door J. Bolling Sullivan.

## Type
- holotype: "male. 7–9.VII.2008, leg. J. Bolling Sullivan, DNA voucher #11- CRBS-381"
- instituut: INBio, Santo Domingo de Heredia, Costa Rica
- typelocatie: "Costa Rica, Tapanti Parque, 9.456°N; 83.417°W, Cartago Province, 1275 m"